# Maritza Rodríguez
Maritza Rodríguez Gómez (Barranquilla, 1 de septiembre de 1975), conocida también como Sarah Mintz, es una actriz, modelo, presentadora y empresaria colombiana.

## Trayectoria
Comenzó trabajando en un video musical del Grupo Bananas, específicamente la canción Muñeca. Participó en el Concurso modelo Look, El rostro más lindo, La chica Águila, The Look Of The Year, Miss Mundo Colombia y Miss América Latina. Estudió modelaje en la Agencia "Model and Talent" en Bogotá con la modelo Martha Lucía Pereiro.
Como actriz empezó como figurante en la comedia Dejémonos de vainas y luego tuvo un pequeño papel en la serie El día es hoy.Ocho meses después de comenzar su carrera como presentadora fue llamada para que hiciera Mascarada y Perfume de agonía y luego fue contratada por RTI Televisión para hacer la telenovela La mujer en el espejo. Luego Caracol Televisión la contrató para la comedia Los Gil. Después, protagonizó Marido y mujer y posteriormente viajó a Estados Unidos para actuar en La revancha de Fonovideo Productions. Más adelante protagonizó Amantes del desierto, junto al actor Francisco Gattorno. Regresó a Colombia para actuar en Milagros de amor del Canal RCN.
Tiempo después, participó en Ángel rebelde, Vuelo 1503, Amor sin condiciones y Acorralada. Un contrato de exclusividad la vinculó a Telemundo, actuando entonces en Pecados ajenos, Doña Bárbara y El rostro de Analía.
En diciembre de 2005, se casó con el mexicano Joshua Mintz, ex vicepresidente de Talento de Telemundo.
En 2010, interpretó a la antagonista en la telenovela Perro amor como Camila Brando de Cáceres.
En la faceta de empresaria es dueña de la Agencia "Casting Models". En 2010, lanzó su perfume "Única".
En 2011, recibió el Premio Miami Life Awards como Villana del Año, por Perro amor y protagonizó La casa de al lado, junto a Gabriel Porras.
En 2012, hizo una actuación especial en El rostro de la venganza al lado de David Chocarro, Elizabeth Gutiérrez y Saúl Lisazo.
En 2013, participó en Rafael Orozco, el ídolo, interpretando a Martha Mónica Camargo. Después, intervino en Marido en alquiler en el papel antagónico principal compartiendo créditos con Sonya Smith y Juan Soler, entre otros.
Maritza Rodríguez anunció el 11 de noviembre de 2013 en el programa Al rojo vivo de Telemundo que estaba embarazada de gemelos. El nacimiento estaba previsto para mayo de 2014, pero se adelantó y la actriz dio a luz en la noche del domingo 13 de abril de 2014 a dos varones cuyos nombres son Akiva y Yehuda. 
En 2016, protagonizó Silvana sin lana con Carlos Ponce.

## Vida privada
En 2018, cambió su nombre a Sarah Mintz debido a su conversión al judaísmo.También confirmó su salida de cualquier proyecto donde tuviera contacto físico con otros hombres o lucir semidesnuda.En 2017, se casó por tercera vez con su esposo el productor de televisión mexicano Joshua Mintz y se mudó a la Ciudad de México, luego de haber residido durante mucho tiempo en Miami.
En 2021, se mudó junto a su familia a Israel para poder llevar a cabo su proyecto de vida espiritual y llevar una vida judía ortodoxa.

## Programas
- 20/20
- Panorama

## Filmografía

### Televisión
| Año         | Teleserie                | Rol                                                          |
| ----------- | ------------------------ | ------------------------------------------------------------ |
| 1996 - 1997 | Mascarada                | Claudia López                                                |
| 1997 - 1998 | Perfume de agonía        | Carmen Colmenares                                            |
| 1997 - 1998 | La mujer en el espejo    | Camila                                                       |
| 1998 - 1999 | Dios se lo pague         | Irene Richardson                                             |
| 1999        | Marido y mujer           | Lucía Méndez                                                 |
| 2000        | La revancha              | Mercedes "Merceditas" Riverol                                |
| 2000        | Rauzán                   | Giselle Vásquez                                              |
| 2001 - 2002 | Amantes del desierto     | Bárbara Santana                                              |
| 2002        | Milagros de amor         | Milagros V. de Amor                                          |
| 2004        | Ángel rebelde            | Cristal Covarrubias                                          |
| 2005 - 2006 | Vuelo 1503               | Ángela Granda                                                |
| 2006        | Amor sin condiciones     | Yessenia Zambrano                                            |
| 2007        | Acorralada               | Marfil Mondragón / Deborah Mondragón                         |
| 2007 - 2008 | Pecados ajenos           | Karen Vallejo                                                |
| 2008        | Doña Bárbara             | Asunción Vergel de Luzardo                                   |
| 2008 - 2009 | El rostro de Analía      | Sara Andrade                                                 |
| 2010        | Perro amor               | Camila Brando de Cáceres                                     |
| 2011 - 2012 | La casa de al lado       | Pilar Arismendi Fisterra de Ruiz / Raquel Arismendi Fisterra |
| 2012        | El rostro de la venganza | Antonia Villarroel                                           |
| 2013        | Rafael Orozco, el ídolo  | Martha Mónica Camargo                                        |
| 2013 - 2014 | Marido en alquiler       | Teresa Cristina Palmer Silva de Ibarra                       |
| 2015 - 2016 | El Señor de los Cielos   | Amparo Rojas                                                 |
| 2016 - 2017 | Silvana sin lana         | Silvana Rivapalacios "Chivis" de Villaseñor                  |
| 2022 - 2023 | Secretos de villanas     | Ella misma (como Sarah Mintz)                                |

## Premios y reconocimientos

### Premios India Catalina
| Año  | Categoría                | Telenovela o Serie   | Resultado |
| ---- | ------------------------ | -------------------- | --------- |
| 2003 | Mejor actriz protagónica | Milagros de amor     | Nominada  |
| 2002 | Mejor actriz protagónica | Amantes del desierto | Ganadora  |
| 2000 | Mejor actriz protagónica | Marido y mujer       | Nominada  |

### Premios TVyNovelas (Colombia)
| Año  | Categoría                | Telenovela o Serie   | Resultado |
| ---- | ------------------------ | -------------------- | --------- |
| 2003 | Mejor actriz protagónica | Milagros de amor     | Ganadora  |
| 2002 | Mejor actriz protagónica | Amantes del desierto | Nominada  |
| 2000 | Mejor actriz protagónica | Marido y mujer       | Nominada  |

### PremiosPeople en Español
| Año  | Categoría     | Telenovela o Serie       | Resultado |
| ---- | ------------- | ------------------------ | --------- |
| 2013 | Mejor villana | Marido en alquiler       | Ganadora  |
| 2012 | Mejor actriz  | El rostro de la venganza | Nominada  |

### Miami Life Awards
| Año  | Categoría                               | Telenovela o Serie     | Resultado |
| ---- | --------------------------------------- | ---------------------- | --------- |
| 2017 | Mejor actriz protagonista de telenovela | Silvana sin lana       | Nominada  |
| 2016 | Mejor actriz de reparto de telenovela   | El Señor de los Cielos | Nominada  |
| 2014 | Mejor actriz de reparto de telenovela   | Marido en alquiler     | Ganadora  |
| 2012 | Mejor actriz protagonista de telenovela | La casa de al lado     | Nominada  |
| 2011 | Mejor villana de telenovela             | Perro amor             | Ganadora  |

### Premios Tu Mundo
| Año  | Categoría                                   | Telenovela               | Resultado |
| ---- | ------------------------------------------- | ------------------------ | --------- |
| 2016 | Protagonista favorita- súperserie           | El Señor de los Cielos   | Nominada  |
| 2014 | La mala más buena                           | Marido en alquiler       | Nominada  |
| 2013 | La pareja perfecta (junto a David Chocarro) | El rostro de la venganza | Nominada  |
| 2012 | Protagonista favorita                       | La casa de al lado       | Ganadora  |
| 2012 | La buena más mala                           | La casa de al lado       | Nominada  |

### Otro
- Ganadora en el año 2000 del Premio actriz internacional de la revista Telenovela de Bulgaria por La revancha.[cita requerida]